# William Merz
William Merz (Red Bud, Estados Unidos 1878 - Overland 1946) fue un gimnasta y atleta estadounidense, que ganó cinco medallas en los Juegos Olímpicos de 1904.

## Biografía
Nació el 25 de abril de 1878 en la ciudad de Red Bud, población situada en el estado de Illinois.
Murió el 17 de marzo de 1946 en su residencia de Overland, población situada en el estado de Misuri.

## Carrera deportiva
Participó, a los 26 años, en los Juegos Olímpicos de 1904 realizados en Saint Louis (Estados Unidos), donde consiguió ganar la medalla de plata en la prueba gimnasia de anillas y la medalla de bronce en las pruebas de combinada , salto sobre caballo y caballo con arcos, y fue cuarto en la prueba por equipos, décimo en el concurso completo y vigésimo cuarto en la prueba de triatlón gimnasia. Asimismo también participó en la prueba de triatlón atlética, donde consiguió ganar una nueva medalla de bronce.